# 12588 Arseneau
12588 Arseneau este o planetă minoră (asteroid), cu un diametru de 5,464 km, din centura de asteroizi. A fost descoperită pe 7 septembrie 1999 la Magdalena Ridge Observatory⁠(d) de Lincoln Near-Earth Asteroid Research. 
Obiectul prezintă o orbită caracterizată de o semiaxă mare de 2,4324547 UAi, o excentricitate de 0,19, o înclinație de 12,63544 ° în raport cu ecliptica.